# Walter Psenner
Walter Psenner (Termeno sulla Strada del Vino, 1948 – 29 aprile 2007) è stato un imprenditore italiano.
A capo della Distilleria Psenner S.r.l. di Termeno sulla strada del vino, fondata dal padre Ludwig nel 1947, e nota per i distillati di frutta, in particolare per quella di pera Williams (che la Psenner per prima produsse in Italia, e che vende nella nota bottiglia con la pera all'interno), la ingrandì e la rese una delle più note distillerie del paese. Oggi conta, nella sede di Termeno, cinque impianti di distillazione.
Appassionato di volo, sopravvisse ad un incidente aereo nel dicembre 2003, quando fu costretto ad un atterraggio di fortuna nel fiume Piave.
È morto il 29 aprile 2007 dopo una breve malattia